# شنبان (يريم)

تعديل مصدري - تعديل

شنبان هي إحدى قرى عزلة ارياب بمديرية يريم التابعة لمحافظة إب، بلغ تعداد سكانها 206 نسمة حسب تعداد اليمن لعام 2004.